# Indesit
Indesit Company je italská společnost se sídlem ve Fabrianu v Anconě. Je jedním z předních evropských výrobců a distributorů velkých domácích spotřebičů (pračky, sušičky, myčky nádobí, chladničky, mrazničky, sporáky, digestoře, trouby a varné desky). Tvrdí, že je nesporným lídrem na hlavních trzích, jako je Itálie, Velká Británie a Rusko. Skupina byla založena v roce 1975, od roku 1987 je kótována na milánské burze a v roce 2013 vykázala tržby ve výši 2,7 miliardy EUR. Má osm průmyslových oblastí v Itálii, Polsku, Spojeném království, Rusku a Turecku a má 16 000 zaměstnanců. Od roku 2014 většinu společnosti vlastní americká společnost Whirlpool.

## Postavy
Společnost Indesit vykázala v roce 2012 tržby ve výši 2,9 miliardy EUR. Společnost Indesit Company má osm výrobních závodů, z nichž tři jsou v Itálii (Fabriano, Comunanza a Caserta) a pět v zahraničí (dvě v Polsku, jeden ve Spojeném království, jeden v Rusku a jeden v Turecku), čítající 16 tisíc zaměstnanců.

## Značky
- Indesit
- Hotpoint-Ariston
- Scholtès
- Stinol
- Termogamma
- Ariston